# Менская улица
Менская улица (до 2024 года — улица Шмидта) (укр. Менська вулиця) — улица в Деснянском районе города Чернигова. Пролегает от улицы Шевченко до улицы Кирилла Разумовского (Рахматулина), исторически сложившаяся местность (район) Бобровица.
Примыкает улица Сосницкая.

## История
Улица 1 Мая — в честь Первого мая — Дня международной солидарности трудящихся — проложена после Великой Отечественной войны на окраине села Бобровица.
Для упорядочивания наименований улиц переименована, когда село Бобровица вошло в состав города, поскольку в Чернигове уже была улица с данным названием. 
В 1974 году Улица 1 Мая переименована на улица Шмидта — в честь кавалера двух орденов Красного Знамени РСФСР, полного Георгиевского кавалера Дмитрия Аркадьевича Шмидта.
С целью проведения политики очищения городского пространства от топонимов, которые возвеличивают, увековечивают, пропагандируют или символизируют Российскую Федерацию и Республику Беларусь, 10 июля 2024 года улица получила современное название — в честь города Мена, согласно Решению Черниговского городского совета № 41/VIII-7 «Про переименование улиц в городе Чернигове» («Про перейменування вулиць у місті Чернігові»).

## Застройка
Улица пролегает в юго-восточном направлении. Парная и непарная стороны улицы заняты усадебной застройкой.
Учреждения: нет